# Freddy Kottulinsky

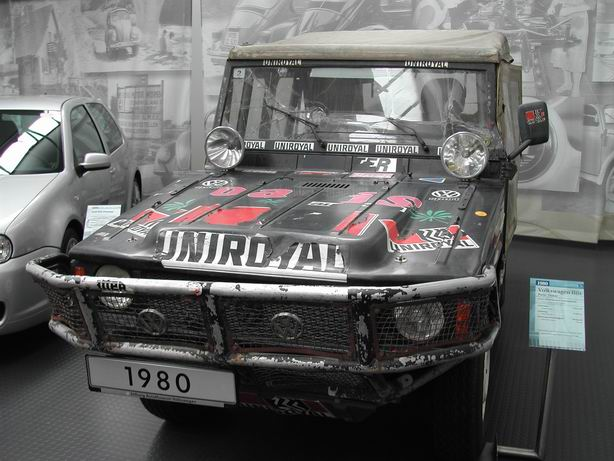
VW Iltis participante en el Rally Dakar de 1980.

Freddy Kottulinsky (Múnich, 20 de julio de 1932-4 de mayo de 2010), llamado Winfried Philippe Adalbert Karl Graf Kottulinsky Freiherr von Kottulin fue un piloto de automovilismo tres veces campeón de Europa de Fórmula 3 y campeón de Europa en dos ocasiones en Audi y campeón del Rally Dakar de 1980.

## Biografía
Miembro de la antigua nobleza austriaco-silesia, en 1953 fue a Suecia, donde estableció un taller de reparación. En la década de 1960 y principalmente con una licencia de carrera sueca, Kottulinsky compitió en Fórmula 3, Fórmula Vee y Fórmula 2. En F3 se convirtió en campeón sueco en 1966 en un Lotus 35 Cosworth. Junto con Ronnie Peterson y Torsten Palm, en 1970 obtuvo una victoria sueca en la Copa de Europa F3 para las naciones. En 1974 ganó la European Gold Cup de Formel Super V en una Lola T320.
También ingresó a las carreras de  rally, al igual que su hija Susanne Kottulinsky, nacida en 1960. Su nieta Mikaela Åhlin-Kottulinsky también es piloto de carreras en la Copa Sport Sport TT. En 1980 ganó el Rally Paris-Dakar de 1980 junto con Gerd Löffelmann en un 4WD VW Iltis preparado por Audi. 

Cuando se le pidió por primera vez que manejara uno de los tres autos que se suponía debían conducir Jean Ragnotti, Kottulinsky, que no tenía experiencia ni deseo de competir en un desierto, declinó indirectamente pidiendo un salario alto. Poco antes de que comenzara la carrera, el equipo lo contrató de todos modos, y Kottulinsky entró en la carrera sin apenas preparación. No tenía tienda ni saco de dormir, pero sí piezas de repuesto suficientes para mantener el automóvil en marcha sin tener que esperar por el apoyo. El diseño de este sistema de tracción en las cuatro ruedas proporcionó la base para el sistema de Tracción en las cuatro ruedas de Audi, que debutó más tarde en 1980 en el Audi Quattro original. En ese momento, Kottulinsky también entrenó a los mecánicos para conducir los vehículos de servicio del equipo de forma rápida y segura. Esto se convirtió en Audi Fahrsicherheitstraining (lecciones de seguridad en la conducción), para lo cual Kottulinsky trabajó 25 años hasta su jubilación.
Kottulinsky vivió en Görkwitz en  Thüringen durante varios años, promoviendo la pista de carreras local Schleizer Dreieck. En más de 70 años de edad, todavía estaba entrando en los eventos de automovilismo, por ejemplo, el 11 de agosto de 2006 con Datsun 240Z en Historic-Marathon-400 en Nordschleife de Nürburgring organizado por Automóvil Club de Alemania. Murió en mayo de 2010 en Karlstad.

## Resultados

### Rally Dakar
| Año  | Clase  | Vehículo         | Posición | Etapas |
| ---- | ------ | ---------------- | -------- | ------ |
| 1980 | Coches | Volkswagen Iltis | 1.º      | 4      |